# Max Kuntzsch

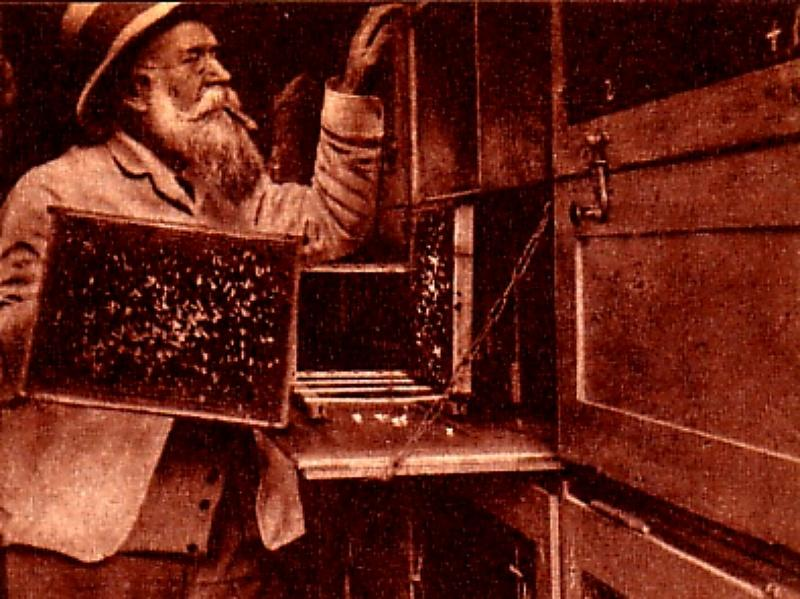
Max Kuntzsch imkert in Hinterbehandlungsbeuten.

Max Kuntzsch (vollständiger Name: Carl Max Kuntzsch; * 16. Februar 1851 in Gohlis; † 20. November 1919 in Nowawes) war ein deutscher Imker und Bienenforscher.

## Leben
„Sein Wahlspruch: Wenig Arbeit viel Honig! –
Sein Ziel: Die Imkerei muß ihren Mann ernähren! –
Seine Antwort: Der Kuntzsch-Zwilling!“

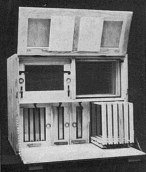
„Kuntzsch-Zwilling“

Max Kuntzsch war der Sohn eines Krämers und Markthelfers, der jüngere Bruder des Holzbildhauers Gustav Kuntzsch (1848–1919).
Nachdem er seinen Beruf als Inhaber eines Tapezier- und Möbelbaugeschäftes aus gesundheitlichen Gründen aufgeben musste, wandte er sich der Imkerei zu und experimentierte viele Jahre.
Er entwickelte die seinerzeit weit verbreitete Beute „Kuntzsch-Zwilling“ und normierte ein Wabenmaß (Kuntzsch-Breitwabe in den Abmessungen 33 × 25 cm). Sein Ratgeberbuch Imkerfragen galt über Jahrzehnte als Fachbuch und erschien in zahlreichen Auflagen. Zahlreiche Forschungsreisen führten ihn in die ganze Welt.
Durch die Verkaufserlöse seiner Beuten und Bücher wurde er sehr vermögend.

## Vermächtnis

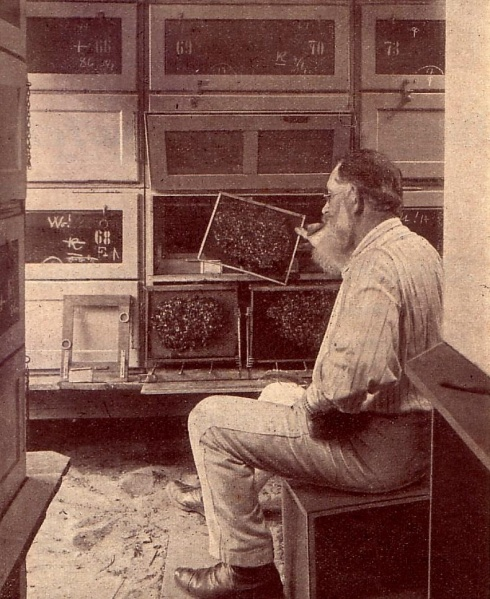
Max Kuntzsch in seinem Bienenhaus.

Kuntzsch führte das wirtschaftliche Arbeiten mit Holzbeuten in einer Zeit ein, in der noch sehr viel mit Korbbeuten geimkert wurde. Seine Zwillingsbeute sind heute nicht mehr gebräuchlich; von seinem Buch Imkerfragen ist 2015 ein Nachdruck der Originalausgabe aus dem Jahre 1912 erschienen. Jedoch ist die Kuntzsch-Wabenzange noch heute ein Standardwerkzeug. In den heute verbreiteten Golz-Beuten wird mit Kuntzsch-Hochwaben geimkert.
Der Schriftsteller Hans Fallada und der Schwergewichtsboxer Max Schmeling etwa imkerten mit Kuntzsch-Zwillingen.